# Negative Positive Angler
Negative Positive Angler (jap. ネガポジアングラー Negapoji Angurā) ist eine Animeserie des Studios NUT aus dem Jahr 2024. Das Drehbuch stammt von Tomohiro Suzuki und Regie führte Yutaka Uemura. Die Sport-Serie erzählt von einem verschuldeten und todkranken Studenten, der durch neue Freundschaften und das gemeinsame Angeln seinem Leben eine positive Wendung gibt.

## Handlung
Seit Beginn des Studiums läuft das Leben für Tsunehiro Sasaki immer schlechter. Er verspekuliert sich mit Geldanlagen, verliert Geld beim Spielen, verschuldet sich und schließlich wird ihm nach häufigen Bauchschmerzen eine tödliche Krankheit diagnostiziert. Der Arzt gibt ihm nur noch zwei Jahre zu leben. Gejagt von Schuldeneintreibern stürzt sich Sasaki von einer Brücke und wird zufällig von einigen Hobby-Anglern aus dem Fluss gerettet. Unter ihnen ist Takaaki Tsutsujimori, ein junger Mann, und das Mädchen Hana Ayukawa. Zum Ende des Angelausflugs nehmen sie Sasaki mit zu einem Konbini, in dem die Gruppe arbeitet, auch ihr Chef ist passionierter Angler wie sie alle. Sasaki wird angeboten, hier zu arbeiten, da sie noch Hilfe suchen. Nachdem er an seiner Wohnung feststellen musste, dass sie abgerissen wurde, nachdem er lange die Miete nicht gezahlt hatte, willigt er schließlich ein. Der aufgeschlossene Tsutsujimori nimmt Sasaki bei sich auf und als die Schuldeneintreiber erneut auftauchen, legt er Sasaki sogar Geld aus. Nun ist der bei ihm verschuldet und muss versprechen, mit Arbeit im Konbini das ausgelegte Geld abzubezahlen.
Sowohl bei der Arbeit – der Konbini führt auch Anglerbedarf und hat entsprechende Kundschaft – als auch durch gemeinsame Ausflüge lernt er die Grundlagen des Angelns. Daneben lernt er nach und nach seine neuen Kollegen kennen und freundet sich mit ihnen an. Auch wenn er ihnen von seinen anderen Problemen nicht erzählen will, öffnet sich Sasaki langsam. Schließlich spricht er mit Tsutsujimori über seine Krankheit und der drängt ihn, sich wieder untersuchen zu lassen. Als dann Tsutsujimoris Onkel vorbeikommt und so herauskommt, dass Tsutsujimori nach dem Tod seines Bruders von seiner Familie weggelaufen ist, geraten Sasaki und er in Streit. Denn nun werfen sie sich gegenseitig an den Kopf, vor wichtigen Entscheidungen davonzulaufen. Mit Unterstützung der Kollegen und einem zufälligen Treff zum gemeinsamen Angeln finden sie schließlich wieder zueinander und sprechen sich aus. Sasaki kehrt zu seiner Familie zurück und lässt sich operieren, um Jahre später zu der Gruppe zurückzukehren.

## Produktion und Veröffentlichung
Der Anime entstand bei Studio NUT nach einem Drehbuch von Tomohiro Suzuki. Regie führte Yutaka Uemura, das Charakterdesign entwarf Hiromi Taniguchi, der auch die Animationsarbeiten leitete, und die künstlerische Leitung lag bei Kei Ichikura. Für die Computeranimationen war Tsukasa Saitō verantwortlich und für die Kameraführung Shinji Tonsho. Die Tonregie lag bei Yoshikazu Iwanami.
Die Serie wurde im Juli 2024 erstmals angekündigt. Die zwölf Folgen wurden vom 3. Oktober bis 19. Dezember 2024 von den Sendern AT-X, Tokyo MX, KBS Kyoto, Sun TV und BS NTV in Japan ausgestrahlt. Parallel dazu erfolgte eine internationale Veröffentlichung per Streaming auf der Plattform Crunchyroll, unter anderem mit Untertiteln auf Deutsch, Englisch, Französisch und Spanisch.

### Synchronisation
| Rolle                | japanische Stimme (Seiyū) |
| -------------------- | ------------------------- |
| Tsunehiro Sasaki     | Mutsuki Iwanaka           |
| Takaaki Tsutsujimori | Kaito Ishikawa            |
| Hana Ayukawa         | Fairouz Ai                |
| Ice                  | Haruka Tomatsu            |
| Machida              | Hiroshi Tsuchida          |
| Fujishiro            | Masashi Sugawara          |
| Kozue Nishimori      | Rio Tsuchiya              |
| Alua                 | Yūya Hirose               |

### Musik
Die Musik der Serie wurde komponiert von Tomoki Kikuya. Das Vorspannlied ist Ito von Van de Shop und der Abspann ist unterlegt mit Shōnin Yokkyū von 96neko.